# Cynegils
Cynegils ou Cynegisl est roi du Wessex de 611 à sa mort, en 642.

## Biographie
Fils du roi Ceol, Cynegils succède à son oncle Ceolwulf après la mort de celui-ci. En 614, Cynegils et son fils Cwichelm battent les Gallois à la bataille de Beandun. En 628, c'est au tour du roi Penda de Mercie d'être battu par eux à Cirencester, après quoi les belligérants signent un traité.
En 634, Cynegils permet à l'évêque Birin de prêcher au Wessex, pour la première fois. L'année suivante, Birinus baptise Cynegils, ainsi que le roi Oswald de Northumbrie, faisant de lui le premier roi chrétien du Wessex. À sa mort, Cwichelm étant mort en 636, c'est son autre fils Cenwalh qui lui succède.